# Municipio de Berkshire
El municipio de Berkshire (en inglés: Berkshire Township) es un municipio ubicado en el condado de Delaware en el estado estadounidense de Ohio. En el año 2010 tenía una población de 3085 habitantes y una densidad poblacional de 55,62 personas por km².

## Geografía
El municipio de Berkshire se encuentra ubicado en las coordenadas 40°14′34″N 82°54′00″O / 40.24278, -82.90000. Según la Oficina del Censo de los Estados Unidos, el municipio tiene una superficie total de 55.46 km², de la cual 54.41 km² corresponden a tierra firme y (1.91%) 1.06 km² es agua.

## Demografía
Según el censo de 2010, había 3085 personas residiendo en el municipio de Berkshire. La densidad de población era de 55,62 hab./km². De los 3085 habitantes, el municipio de Berkshire estaba compuesto por el 94.78% blancos, el 1.23% eran afroamericanos, el 0.36% eran amerindios, el 1.62% eran asiáticos, el 0.1% eran isleños del Pacífico, el 0.39% eran de otras razas y el 1.52% pertenecían a dos o más razas. Del total de la población el 1.3% eran hispanos o latinos de cualquier raza.